# BitComposer Interactive
bitComposer Interactive GmbH, bekannt unter dem Namen bitComposer Games, ist ein deutscher Publisher für Computerspiele aus Eschborn.

## Geschichte
Das Unternehmen wurde im März 2009 als bitcomposer Games GmbH gegründet und trat erstmals im Juli desselben Jahres in Erscheinung. Im Oktober veröffentlichte es das Rennspiel Race On der SimBin Studios und im November den Ego-Shooter S.T.A.L.K.E.R.: Call of Pripyat von GSC Game World.
Im März 2010 gab das Unternehmen bekannt, dass es die Rechte an der Rundenstrategieserie Jagged Alliance von Strategy First erworben habe und die Serie fortführen werde. Im September 2009 kam Schlag den Raab, das Begleitspiel zur gleichnamigen Sendung auf den Markt. Besonders die Wii-Version erwies sich als erfolgreich, belegte unter anderem in Deutschland den Spitzenplatz der Wii-Verkaufscharts und erhielt einen BIU Sales Award in Gold für 100.000 verkaufte Exemplare. Im Dezember 2010 wurde die Online-Sparte bitcomposer Online gegründet, im selben Monat erwarb das Unternehmen zudem die Mehrheitsrechte an G.Labs, Anbieter der Onlinespiele Oil Imperium und Venezianer.
Ab dem 22. Dezember 2011 firmierte das Unternehmen als nicht-börsennotierte bitcomposer Entertainment AG, wobei die Geschäftsbereiche Games und Online weitergeführt wurden. Das Stammkapital wurde in diesem Zug auf eine Million Euro erhöht.
Im Februar 2012 erschien Jagged Alliance: Back in Action, die ursprünglich als Jagged Alliance 3 angekündigte Fortsetzung der ehemaligen Sir-Tech-Reihe, entwickelt vom deutschen Studio Coreplay. Es handelte sich um eine moderne Fassung von Jagged Alliance 2, die jedoch anders als die Vorgänger ein Echtzeit-Kampfsystem mit Pausenfunktion verwendete. Im August 2012 erschien ein allein lauffähiges Add-on mit dem Titel Jagged Alliance: Crossfire. Bereits im Mai 2012 hatte sich bitcomposer von Atari SA die Rechte des Infogrames-Titels North & South gesichert, im Juni brachte das Unternehmen eine Adaption für das iPad auf den Markt. Das Spiel führte in Deutschland die Verkaufscharts der meistverkauften Apps in Deutschland an und belegte den Spitzenrang der Strategiecharts in Deutschland, Österreich, der Schweiz und Griechenland. Im Dezember 2012 gab das Unternehmen bekannt, von Arkadi Strugazki die Stalker-Markenrechte erworben zu haben. Die Darstellung erweckte den Anschein, es handele sich um die Rechte an der Egoshooter-Reihe S.T.A.L.K.E.R von GSC Game World, für deren dritten Titel (Call of Pripyat) bitcomposer in den USA und Europa als Publisher auftrat. Dieser Darstellung wurde von GSC Game World widersprochen. Bitcomposer habe lediglich die Lizenz an der Literaturvorlage Picknick am Wegesrand und dessen ebenfalls als Stalker betitelter Verfilmung erworben. Sämtliche Rechte am Namen S.T.A.L.K.E.R. (mit Punkten), den Inhalten und der Technik der Egoshooter-Reihe lägen jedoch weiterhin bei GSC Game World.
2013 unterstützte bitcomposer den deutschen Entwickler Black Forest Games bei der Veröffentlichung seines per Crowdfunding auf der Plattform Kickstarter finanzierten Jump ’n’ Runs Giana Sisters: Twisted Dreams über das Konsolen-Netzwerk Xbox Live. 2014 brachte das Unternehmen das ebenfalls Kickstarter-finanzierte Rollenspiel Shadowrun Returns in den stationären Handel.
Ende November 2014 veröffentlichte bitcomposer die erste Hälfte des Titels Shadows: Heretic Kingdoms. Wenig später, am 3. Dezember 2014, meldete bitcomposer Insolvenz an (AG Frankfurt am Main, AZ 810 IN 1144/14) und der Frankfurter Rechtsanwalt Robert Schiebe wurde zum vorläufigen Vermögens- und Insolvenzverwalter bestimmt. Als Grund wurden „wirtschaftliche Schwierigkeiten von Zulieferern im Entwicklungsbereich“ genannt, Spiele seien dadurch nicht rechtzeitig fertiggestellt worden. Mit der Suche nach einem neuen Investor hoffte das Unternehmen neues Kapital für die Produktion neuer Titel zu erhalten. Der Betrieb wurde von der Insolvenzverwaltung zunächst fortgeführt.
Am 15. Januar 2015 wurde die Gesellschaft schließlich aufgelöst.
Im Juli 2015 wurde die bitComposer Interactive GmbH von Oliver Neupert und weiteren Gesellschaftern gegründet. Das neue Unternehmen ist rechtlich komplett eigenständig, hat aber alle Namens- und Markenrechte der bitComposer Entertainment AG vollständig erwerben können.

## Veröffentlichte Spiele
- 2009: Outcry
- 2009: Scorpion
- 2009: The Void
- 2009: Race On
- 2009: S.T.A.L.K.E.R.: Call of Pripyat
- 2009: Ninja Blade
- 2010: Alter Ego
- 2010: Wildlife Camp
- 2010: Fit For Fun
- 2010: Schlag den Raab – Das Spiel
- 2010: JEKYLL & HYDE
- 2010: Ion Assault
- 2011: Wildlife Park 3
- 2011: The Rocking Dead
- 2011: Cargo! The Quest for Gravity
- 2011: Air Conflicts: Secret Wars
- 2011: GLOBAL OPS
- 2011: Schlag den Raab - Das 2. Spiel
- 2011: Drakensang Online  (Einzelhandel)
- 2012: Jagged Alliance: Back in Action
- 2012: North & South IOS
- 2012: Jagged Alliance: Crossfire
- 2012: Galaxy on Fire 2
- 2012: Air Conflicts: Pacific Carriers
- 2012: Schlag den Raab - Das 3. Spiel
- 2012: The Voice of Germany
- 2013: Bridge Project
- 2013: Giana Sisters: Twisted Dreams
- 2013: Schlag den Raab - IOS
- 2013: Thunder Wolves
- 2013: Expeditions: Conquistador
- 2013: Citadels
- 2013: Air Conflicts: Vietnam
- 2013: Adventure Park
- 2013: Schlag den Raab - Android
- 2013: The Voice of Germany 2
- 2013: La Voz
- 2014: Disciples III: Reincarnation
- 2014: Jet Car Stunts
- 2014: Panzer Tactics HD
- 2014: Shadowrun Returns (Einzelhandel)
- 2014: Jagged Alliance Flashback
- 2014: La Voz 2
- 2014: Shadows: Heretic Kingdoms